# Galium dumosum
Galium dumosum là một loài thực vật có hoa trong họ Thiến thảo. Loài này được Boiss. mô tả khoa học đầu tiên năm 1843.